# カムコーダ

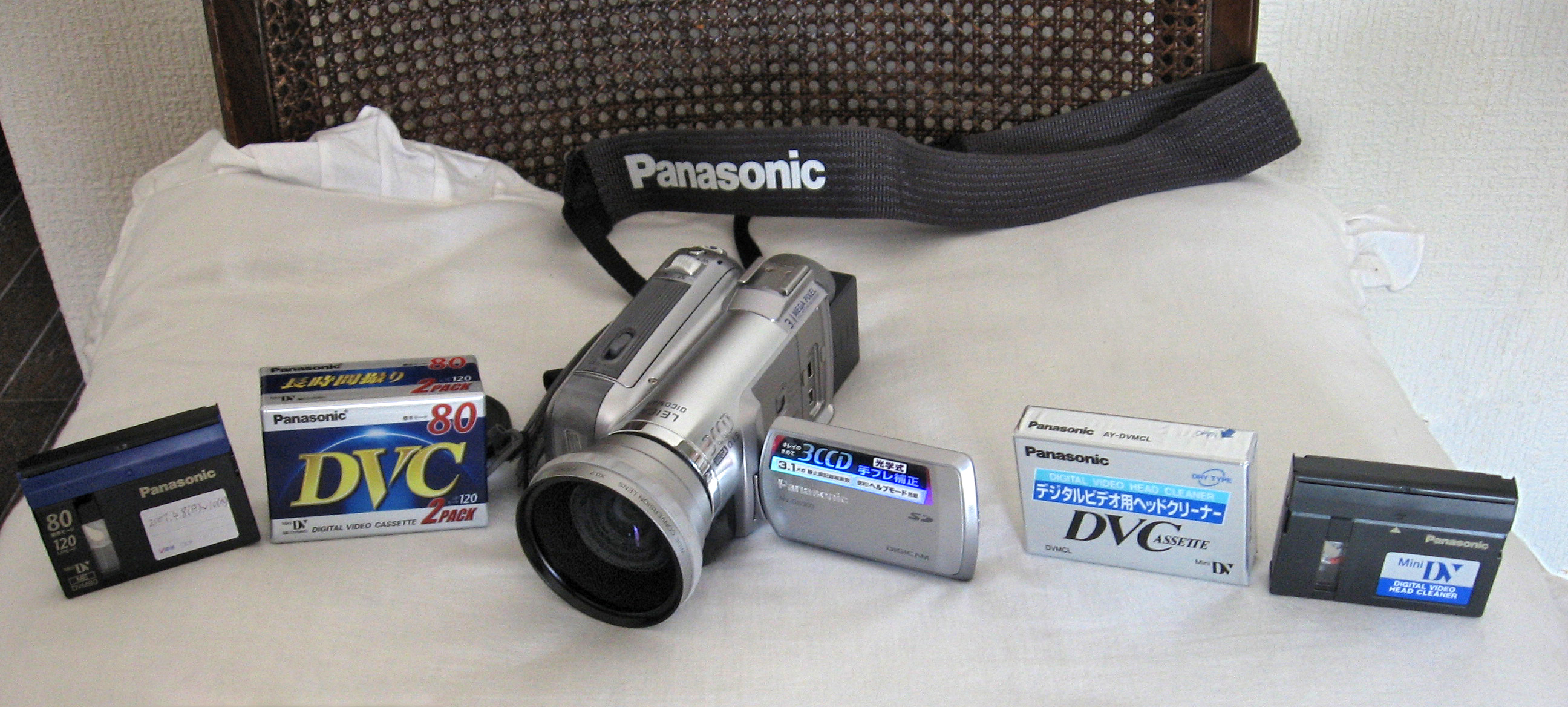
カムコーダの一例
（写真は、MiniDV方式の製品で、パナソニックのNV-GS300である。）

カムコーダ（英: camcorder）は、ビデオカメラの一種で、撮影部（ビデオカメラ）と録画部（ビデオデッキ）を一体化したもの。「カムコーダー」とも呼称される。ビデオ映像の撮影用カメラとしては主流の様式となっており、一般には単に「ビデオカメラ」というと大半の場合はカムコーダをさす。反対にカムコーダーの機能が副次的に内蔵されたデジタルカメラやスマートフォンはカムコーダーとは呼ばれない。
Camcorder（カムコーダー）は、video CAMeraと（当初の）videocassette reCORDERを合わせた造語で、ソニーの登録商標になっている。類似語として、ムービーカメラ、ビデオムービー、キャムコーダーなどがある。

## 概要
カムコーダはVTR一体型ビデオカメラであり、単独でビデオの撮影録画が可能なカメラ機材である。カメラとデッキが独立して2つの荷物を抱えて動かなければ撮影ができないのは不便であったため、ひとつにまとめた「一体型」が考案された。「電源がないところでも撮影ができる（バッテリーで駆動できる）」・「持ち運びが可能」といった特性を持ち、民生用・業務用・放送用で活用されている。
カムコーダは、1980年（昭和55年）にまず民生用機（試作品）が登場し、1982年（昭和57年）に放送業務用機が登場した。また、1983年（昭和58年）に民生用の一体型カメラが発売され、1985年（昭和60年）頃からは急速に小型化が進行、平成に入る頃には片手で持って撮影・録画ができるカムコーダが一般化した。

## カムコーダ前史

### ビデオの登場
ビデオ（VTR）が一般化する前の時代、映像はもっぱらフィルムによって撮影・上映されていた。テレビ放送がはじまったあともしばらくは、ビデオ信号を電気的に記録する方法がなかったため、生放送でない録画番組やニュース現場の映像は、フィルムによって撮影され、放送されていた。
しかし、フィルム方式は、「現像などに時間がかかり速報性に劣る」「単位時間あたりのコストが高い」「使い回しができない（ただし後代おいては逆に映像が残るという利点になった）」などの欠点があったため、テレビ放送に使われるビデオ信号をそのまま電気的に記録する方法が考案された。1956年に最初の2インチVTRが登場し、その後幾度かのフォーマットの変遷を経て、小型化が進められていった。

### ポータブル機の登場
ビデオ機材の小型化が進められるにつれ、ニュース素材やロケーション撮影でも、フィルムを使った撮影ではなく、直接にビデオ信号として録画したいというニーズが出てきた。また、民生用としても「自分でテレビ番組を作りたい」といったニーズも出てきた。
当初の様式は、一体型のカムコーダ形式のものではなく、カメラヘッド（撮影部）とビデオデッキ（録画部）が分離しており、その2つの機械をケーブルで接続して使用するというものだった。
民生用としては、1966年にSONYがモノクロ録画が可能な機材を発表（カメラ＝DVC-2400、デッキ＝DV-2400）、1969年には同じくSONYがカラー録画が可能な機材を発表している（カメラ＝AVC-3500、デッキ＝AV-3500）。しかしながらこの時代に一般市民が動画記録を撮影するならば、第一の選択肢は8mmフィルムであり、ビデオが使われることはめったになかった。ただし、個人でも情報発信ができるというメリットに着目したマイケル・シャンバーグは、マスメディアとは異なる多様なビデオ文化を目的として、1971年に「ゲリラ・テレビジョン」という著書を発表した。アートの世界では、ナム・ジュン・パイクらによってビデオ・アートが発表され、芸術作品の新たな手段として知られるようになった。カナダのビデオ作家であるマイケル・ゴールドバーグは、1972年に日本でビデオ・アートのワークショップを行い、日本でも小林はくどうらビデオ作家、ビデオ・アートの誕生を促す契機となった。
また、放送用・業務用としては、1976年にU規格（Uマチック）のポータブルビデオデッキが登場し（BVUシリーズ）、ビデオカメラと組み合わせてニュース取材などに使われ始めた。もともとU規格は民生用の規格だったが、民生用規格としてはややオーバースペックであり、ベータマックス・VHSの登場によって立場を失いつつあった。そこにアメリカ合衆国のテレビ局から「取材用に使えないか」という打診があり、取材目的の放送用・業務用機という新境地を見出すことになったものであり、これがENGのさきがけとなった。同時期に1インチVTRのポータブル機も登場したが、これはオープンリールであり神経質なマシンだったことや大きく重かったことからあまり使われることがなかった。
放送業務用の機材は、ビデオカメラ・ビデオデッキともに大きく重いものであったため、カメラマンがビデオカメラを、ビデオエンジニアがビデオデッキを、それぞれ担いで、2人一組で撮影を行うというスタイルであった。

### ベータマックスとVHSの登場
本格的な家庭用ビデオ規格として、1975年にSONYが主導するベータマックスが、1976年に日本ビクターが主導するVHSが、発表された。これに伴い、1970年代後半には、それぞれのラインナップに、ビデオカメラとポータブルビデオデッキが付け加えられた（たとえばVHSに関しては、1978年に日本ビクターからポータブルビデオデッキHR-4100が発売されている。）。
これらはいずれも一体型ではなく、ビデオカメラとビデオデッキが独立しており、その間をケーブルでつないで使うというものであった。ただし業務用・放送用機材ほどには重くはなく、ひとりで両方を持ち運び撮影することもなんとか可能なサイズにおさめられていた。
また、この頃の高級な据置型ビデオデッキには、カメラ端子があり、ビデオカメラを用意することで家庭内でのビデオ撮影録画ができるような機能を持つものもあった。

## カムコーダの歴史

### 試作カムコーダの登場（1980年）
1980年（昭和55年）に、日本ビクター（VHS）・日立製作所から民生用カムコーダの試作品が発表された。翌1981年（昭和56年）には松下電器（M規格）もカムコーダの試作品を発表している。ただしいずれも市販はされなかった。

### 放送業務用カムコーダ「ベータカム」の登場（1982年）
1982年（昭和57年）に、放送用規格のベータカムが発表された（BVW-1）。スタイルは肩乗せ式でENGカメラと呼ばれるようになる。このあとしばらく、カムコーダは「肩乗せ式」が主流のまま経過することになる。肩乗せ式のスタイルが採用された理由は、当時はそれ以上の小型化ができなかったというものであったが、撮影された映像の安定性（ブレの低減）などの副次的なメリットももたらし、カムコーダのひとつの典型を形作ることになる。ベータカムは、当初は基本的に放送用のカムコーダ規格として開発されたものであった。それまでは「ビデオデッキはビデオエンジニアが持つもの」とされてきたのに対し、ベータカムのカムコーダは「ビデオデッキもカメラマンが持つもの」とされ、重量もかさんだことから、当初カメラマンには歓迎されなかった。しかしカメラマンとビデオエンジニアがケーブルでつながれているという制約がなくなり、現場の取材のフットワークの改善には劇的な効果をもたらしたことから、瞬く間にベータカムはENG取材の主力機にのしあがった。
ベータカムフォーマットは、1987年（昭和62年）にハイバンド化により画質を改善したベータカムSPへ、更に1993年（平成5年）にはデジタルベータカムへと発展し、2000年代以降にハイビジョンが一般化するまで最前線で活躍した。

### カムコーダ「ベータムービー」「マックロードムービー」の登場（1983年 - 1985年）

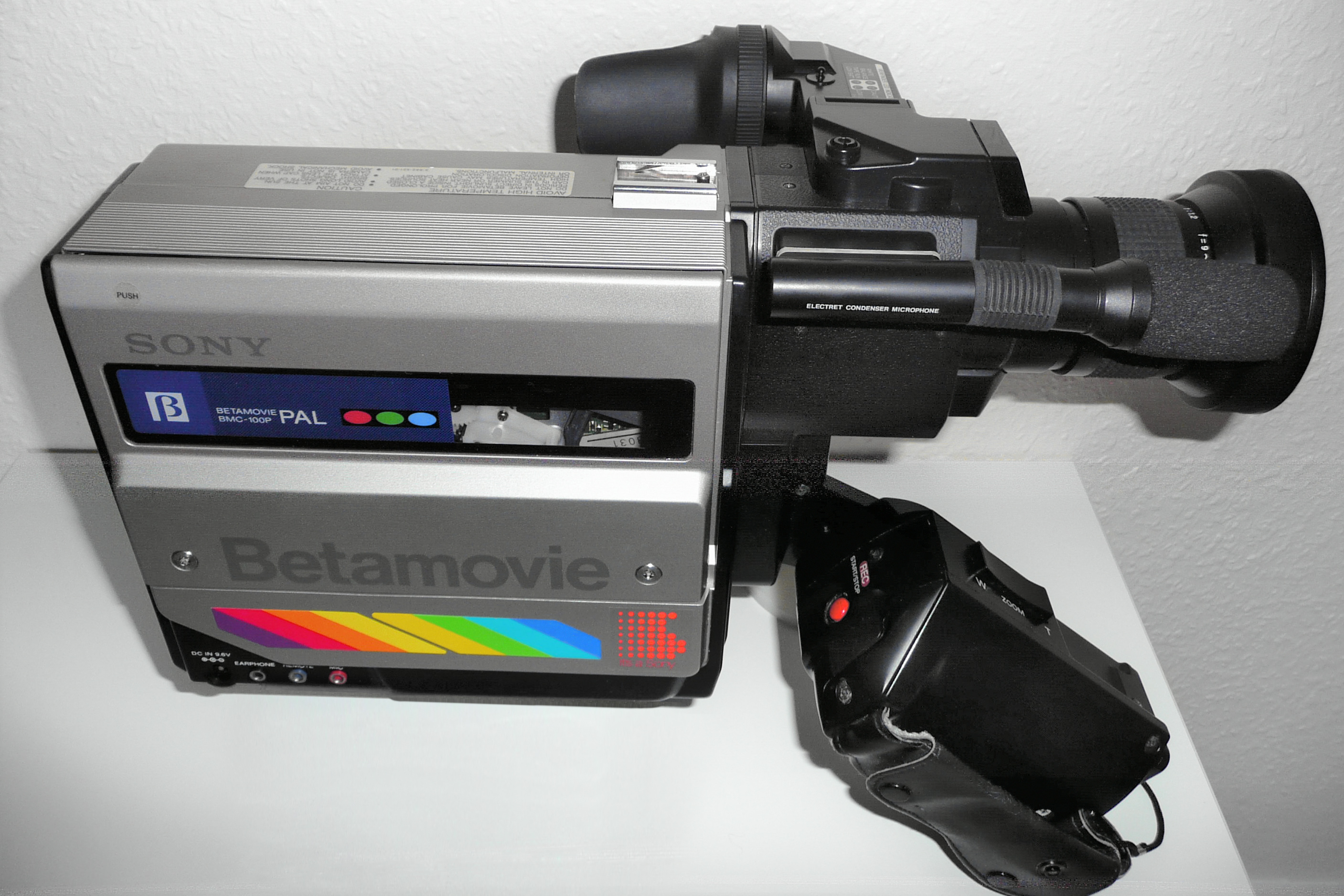
ベータ方式カムコーダ1号機「Betamovie」（ベータムービー）BMC-100P

1983年（昭和58年）には、SONYがベータマックス規格を採用した「ベータムービー」（BMC-100）を投入した（民生用としては世界初のカムコーダー）。放送用・業務用機の「ベータカム」のイメージを髣髴とさせるものであった。ベータムービーは録画専用機で本体での再生ができなかったため、ベータマックスデッキの所有が必須で、ベータマックスの売り上げ向上にも寄与した。
1985年（昭和60年）には、松下電器がVHSフルカセット規格を採用した「マックロードムービー」（NV-M1）を投入した。

### VHS-Cとそのカムコーダの登場（1982年 - 1984年）

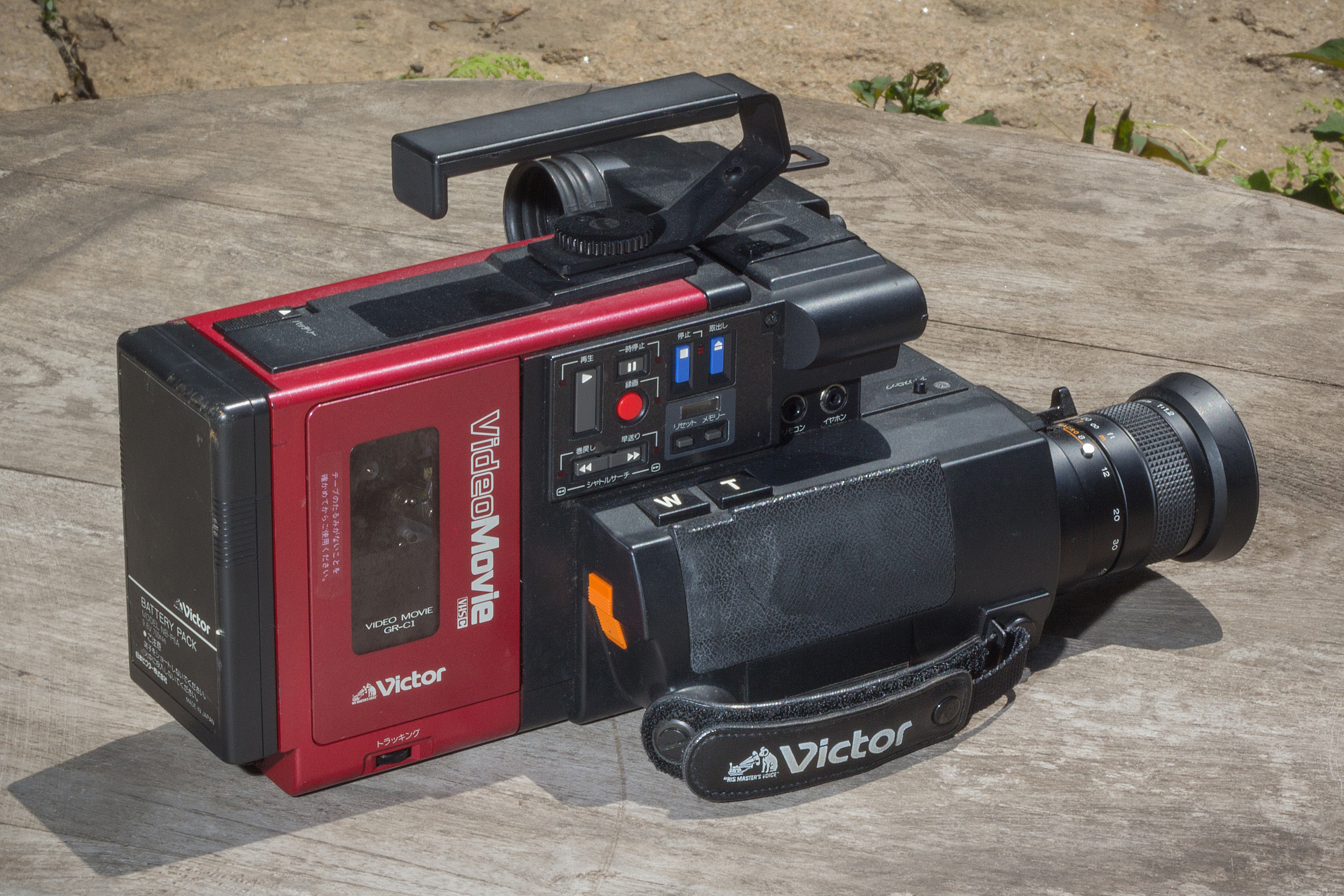
GR-C1

前後するが1982年（昭和57年）には、VHSのサブ規格であるVHS-Cが発表された。これは、テープフォーマットそのものはVHSを流用し、録画時間を20分（当初）まで短縮することでカセットのサイズを小さくしたもので、撮影目的をメインとして考えられたものである。同年にはVHS-C規格を採用したポータブルビデオシステム「CITY JACK」HR-C3が登場し、ビデオカメラとビデオデッキの両方を持って撮影するというスタイルの改善がはかられている。小型のビデオテープであるVHS-Cの採用によってビデオデッキ部がかなり小型化された。この商品は、カメラヘッドとデッキを一体化して使うこともできた。
1984年（昭和59年）1月には、このVHS-C規格を採用した初のカムコーダ「GR-C1」が、日本ビクターから発表された。このカメラは、なんとか片手でも持てるサイズとなっていた。

### 8ミリビデオとそのカムコーダの登場（1984年 - 1985年）
1984年（昭和59年）、家電業界の統一規格として作られた8ミリビデオが登場した。これは、VHSやベータマックスとは全く異なる、劇的に小さなカセットテープを使用し、かつ録画時間も家庭用として十分な90分（当初）を確保したものであった。
1985年（昭和60年）1月8日、SONYより8ミリビデオ規格を採用したカムコーダが発売された（CCD-V8）。これもまた肩乗せ式のものではあったが、重量は2キログラムを切った。VHS-Cおよび8ミリビデオの登場により、ようやくカムコーダは一般の家庭にもはいりこめる小型化を達成したといえる。
更に同年9月、SONYより8ミリビデオ規格を採用したカムコーダ・ハンディカムの1号機が発売された（CCD-M8）。これは再生機能や電子ビューファインダーを省略するなど大胆に機構を簡略化することで小型化し片手持ちを実現したもので、販売的には失敗に終わっているが、カムコーダの新しい姿を提案するものとなった。

### 片手保持スタイルの確立（1986年 - 1991年）

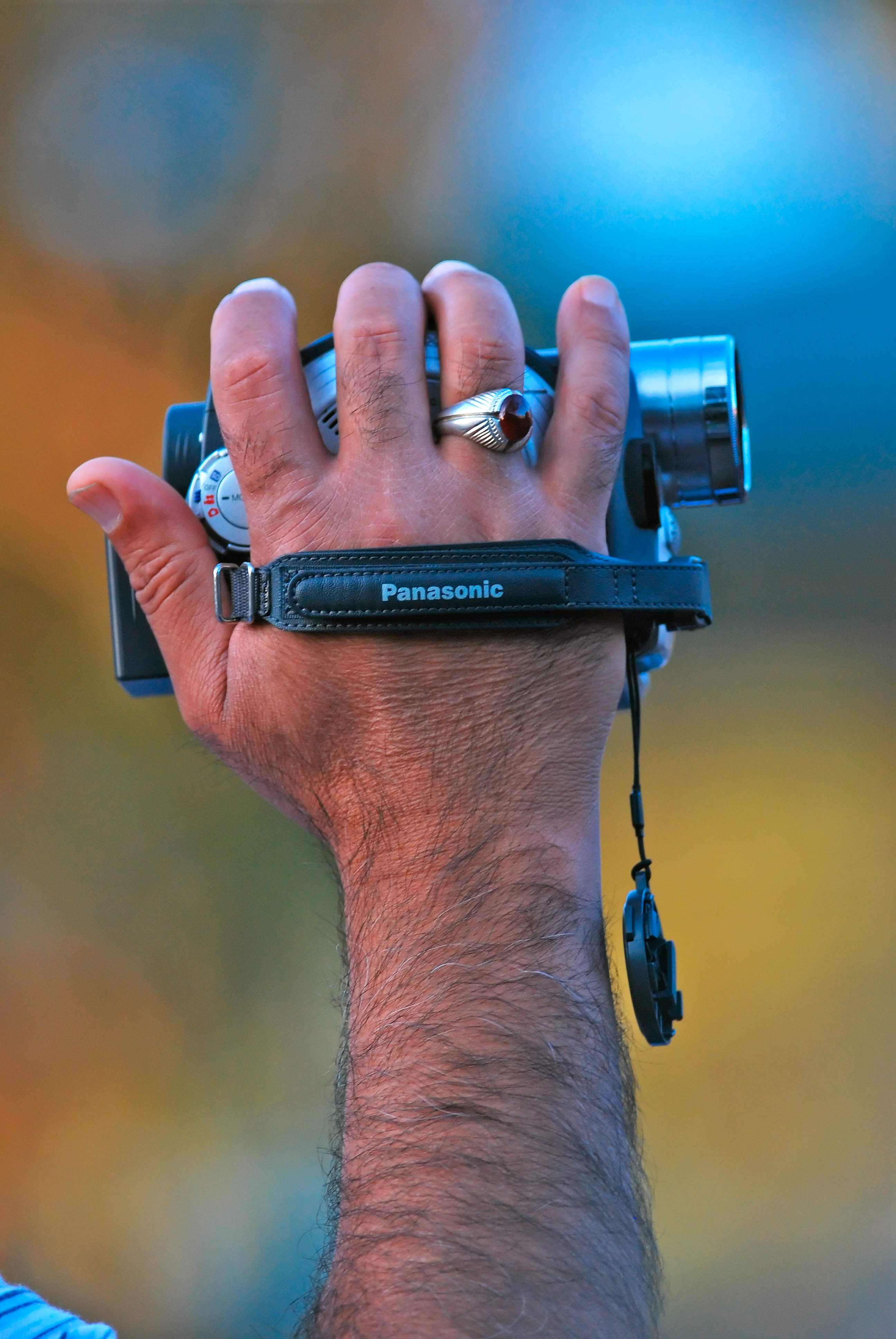
片手持ちスタイル

ハンディカムの流れを受けて、1980年代後半には更にカムコーダの小型化が進み、肩乗せスタイルがすたれて片手持ちスタイルが主流になるという変遷が起きた。
小型化は徐々に進められ、ビクターのVHS-C一体型カムコーダ「GR-C7」（1986年）では「ボーヤハント」というキャッチコピーで気軽に家庭内で撮影することを強く提案していた。
この流れの中でもっとも成功したのは、1989年（平成元年）6月21日に発売されたSONYのカムコーダ「CCD-TR55」であろう。これは「パスポートサイズ」というキャッチコピーをつけ、質量790gという当時では画期的な軽さを実現した同機を片手で軽々と保持し、ビデオ撮影が可能だということを訴求した。実際に同機をパスポートで隠したフェザー広告や、浅野温子を起用したCMによるイメージ戦略が功を奏し発売後2日間で5万台を売り上げ、これ以降カムコーダはそれまでにもまして身近なものとして普及することになった。
ただしメリットだけではなく、欠点も顕在化することになった。「重く大きい肩乗せ式」から「軽く小さい片手持ち式」になるに従って、体力のない者でも使えるようになった結果として手ブレが生じやすくなり、撮影された映像が見苦しいものとなりやすいという問題も生じた。ある程度以上マニアックな撮影者から一般市民にマーケットが広がったために三脚を使う者が極端に減ったこと、手持ち撮影でズームアップを多用する者が増加したことも、この傾向を加速したと言えよう。その後、手振れを軽減する機能の搭載が進められた。

### 液晶ビューカムの登場（1992年 - 1994年）
1992年（平成4年）、シャープから液晶ビューカムが発売された。これ以降、ファインダーではなく液晶を見ながら撮影する方式が主流になっていく。（VL-HL1）規格は、1990年代を通じて8ミリビデオの高画質規格であるHi8が主流であった。

### DV規格の登場（1995年 - 1999年）
1995年（平成7年）にデジタルビデオ記録方式DV規格が制定された。同規格は発売当初はカムコーダ本体もテープもかなりの高価格であったためすぐには普及せず、1990年代後半もなおHi8（8ミリビデオ）がカムコーダの主流であったが、2000年代以降はDV規格のカムコーダ本体やテープの低価格化が急速に進み、ビデオデッキ部はデジタルのものが大半を占めるに至っている。
業務用ビデオ機材では、以前は業務用と民生用では明らかに画質が異なり、また価格も段違いとなっていたものの、1995年（平成7年）9月、Sonyの世界初DV規格によるデジタルカムコーダDCR-VX1000からこの流れは変わり、ハイエンドの民生機とローエンドの業務用機の区別があいまいになってきた。この機種は、録画部にDV規格を採用するとともに、撮影部に業務用と同じ3CCDを採用することで、劇的な画質の向上をもたらした。同機や、その後継機種DCR-VX2000は、業務用の領域にも食い込んで使われている。

### HD撮影と記録規格・記録媒体の多様化（2000年代）

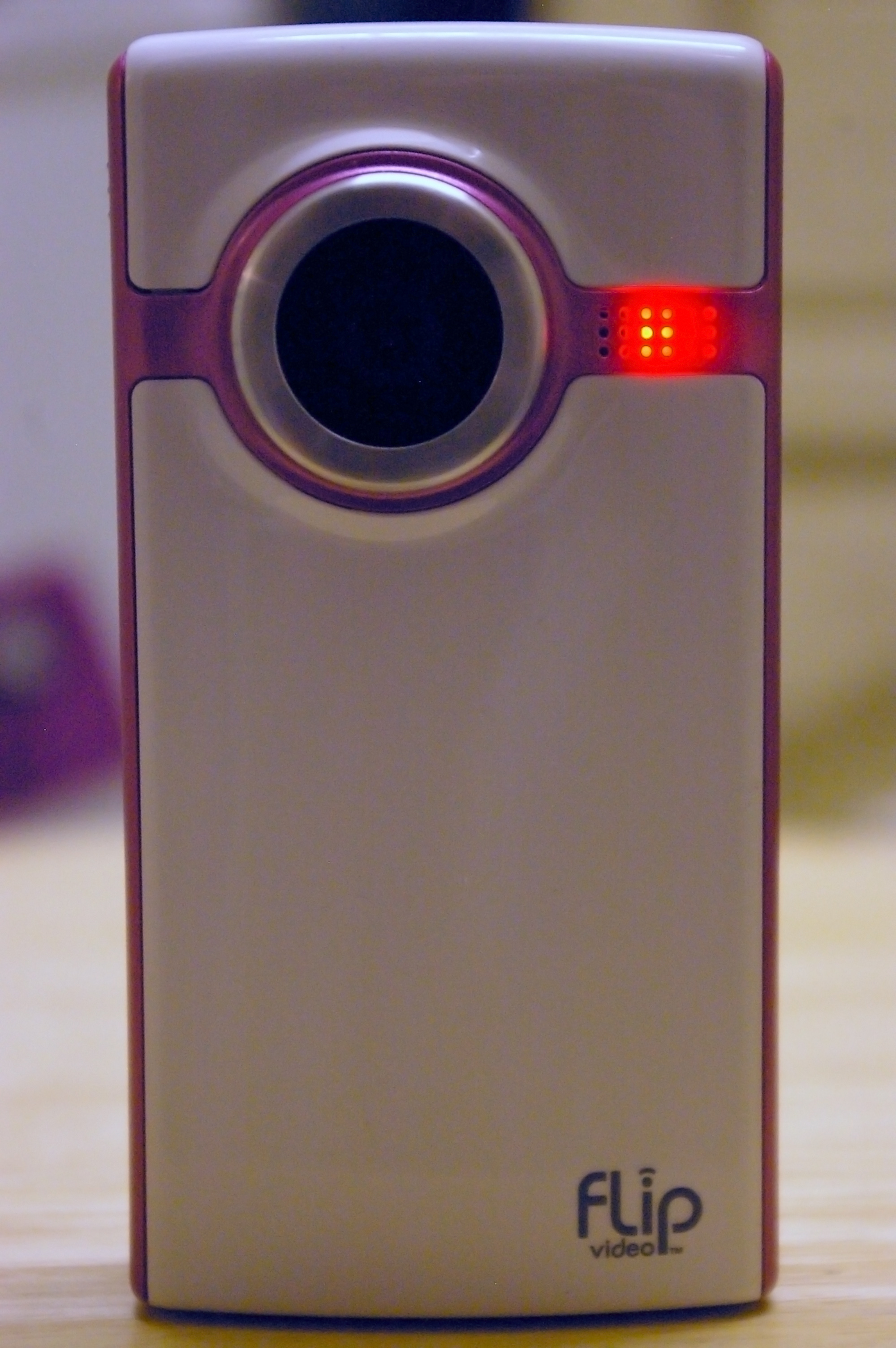
Flip Video
Ultra HDという機種では、1280x720pモードのみ。録画媒体は内蔵するフラッシュメモリ

2000年（平成12年）に日立から8cmDVDに記録する｢DZ-MV100｣が登場し各メーカーも追随して発売したが、DVD規格の乱立や録画時間の短さなどからDV規格を凌ぐほど普及はしなかった。
DVテープを用いるHDV規格が作られ、民生用機のハイビジョン・カムコーダは、2003年（平成15年）に日本ビクターから720p規格（1280×720画素）の「GR-HD1」が登場、翌2004年（平成16年）にはSONYより1080i規格（1440×1080画素）の「HDR-FX1」が登場した。これらは片手持ちで撮影するには少々大きすぎるものではあったが、2005年（平成17年）に容易に片手持ちが可能なサイズの「HDR-HC1」が登場した。
2000年代後半には旧来のビデオ方式であるSD（標準画質）から新世代のビデオ方式であるHD（ハイビジョン）への移行が進んだ。また、動画サイトが登場し、動画撮影の文化が拡大した。
2006年（平成18年）にはH.264方式で記録する、AVCHD規格を策定。HDV規格のMPEG-2より少ないデータ容量でHD映像を記録ができ、同時にHDDやメモリーカードに記録することが可能となり、記録規格や記録媒体は多様化していった。
2007年（平成19年）に8cmBDにHD記録するブルーレイカムコーダが日立から登場した。
こうして記録媒体が試行錯誤され、最終的には容量拡大と低価格化を成し遂げたSDカードが普及した。SDカードの登場や半導体技術の発展により、かなりの小型・軽量化が可能となった。

### 2K・4K時代（2010年代以降）
2010年代に入ると、動画サイトの人気がさらに拡大。本体の小型化によりGoProなどのウェアラブルカメラ（アクションカメラ）、ドローンなど、一部の目的に特化した製品や、360度カメラや4K解像度撮影ができる家庭用カムコーダ等も登場した。
その一方で、デジタルカメラ（静止画撮影目的のスチールカメラ）やスマートフォン等のカムコーダーの機能が内蔵された携帯端末でも急速な画質の向上によりHD動画撮影が可能となり、従来型カムコーダの出荷数は苦戦が続いた。